# (9832) 1981 EH3
(9832) 1981 EH3 — астероїд головного поясу, відкритий 2 березня 1981 року.
Тіссеранів параметр щодо Юпітера — 3.488.